# Bent Barfod på video
Bent Barfod på video er en animationsfilm fra 1996 instrueret af Bent Barfod.

## Handling
Fabulerende fantasi og musikalitet lyser ud af disse eksperimenterende animationsfilm. Båndet rummer »Ballet Ballade« (12 min): Et par danser sig gennem historien. »The Saints« (4 min): En jazzet musikfilm. »Vanddråben« (6 min): En parafrase over H.C. Andersens eventyr af samme navn. Visuel syre for øjnene. »Konen med æggene« (5 min): En moderne udgave af H.C. Andersens eventyr. »Solen er Rød« (13 min): Et bekymret digt om miljø og forurening.